# دیوید سلف
دیوید سلف (انگلیسی: David Self؛ زادهٔ ۸ ژانویهٔ ۱۹۷۰) فیلم‌نامه‌نویس اهل ایالات متحده آمریکا است. از آثار او می‌توان به فراموش نشدنی، جاده‌ای به‌سوی تباهی و مرد گرگ‌نما اشاره کرد.